# Cyclura carinata
Cyclura carinata is een hagedis die behoort tot de familie leguanen (Iguanidae).

## Naam en indeling
De soort werd voor het eerst wetenschappelijk beschreven door Richard Harlan in 1824. Later werd de wetenschappelijke naam Iguana (Cyclura) Carinata gebruikt.

## Verspreiding en habitat
De leguaan komt voor in delen van de Caraïben en leeft op de Turks- en Caicoseilanden en de Bahama's. In de Bahama's komt ze enkel voor op het eilandje Booby Cay; deze populatie werd vroeger beschouwd als een aparte ondersoort; Cyclura carinata bartschi.

## Beschermingsstatus
Door de internationale natuurbeschermingsorganisatie IUCN is de beschermingsstatus 'ernstig bedreigd' toegewezen (Critically Endangered of CR).
Het is een met uitsterven bedreigde soort, door habitatverlies en de introductie van agressieve zoogdieren zoals honden, katten en ratten. Zo werd tijdens een studieperiode van 1973 tot 1976 de volledige populatie van een eilandje (meer dan 15.000 individuen) uitgeroeid. De totale resterende populatie wordt geschat op 30.000 volwassen individuen, verdeeld over 50 à 60 eilanden van de Turks- en Caicosarchipel, en hoogstens 750 op Booby Cay.